# Estação Cavaleiro
A Estação Cavaleiro é uma das estações do Metrô do Recife, situada no distrito homônimo de Jaboatão dos Guararapes, entre a Estação Coqueiral e a Estação Floriano, sendo parte da Linha Centro do Metrô do Recife.

## Toponímia
Cavaleiro é uma corruptela do nome do Engenho Cavalheiro, fundado por Francisco Casado da Fonseca (1803-1887) no século XIX. Após passar por outros proprietários, o engenho é demolido e loteado na década de 1940 dando origem ao distrito de Cavaleiro, que batiza a estação.

## História
Projetada pelos arquitetos Vital Pessoa de Melo e Reginaldo Esteves em 1983 empregando o conceito de ponte escultural em concreto armado , a estação Cavaleiro teve suas obras iniciadas em janeiro de 1983, logo paralisadas por polêmicas envolvendo a Empresa Brasileira de Transportes Urbanos (que havia contratado o escritório gaúcho Arquitetos Urbanistas Associados de propriedade do arquiteto Jorge Decken Debiagi para consultoria dos projetos das estações dos metrôs de Recife e Belo Horizonte e que acabou tentando reprojetar as estações). Após intervenção do governo federal, as obras foram retomadas com a implantação da estação quase concluída em 1986, quando era prevista a sua inauguração. As obras se atrasaram e foram concluídas em 29 de agosto de 1987, quando efetivamente se deu a inauguração da estação.

## Terminal Integrado (SEI)
A estação faz parte do Sistema Estrutural Integrado e possui um terminal integrado (TI) com 8 linhas de ônibus, todas operadas pela Empresa Metropolitana.
- 149 - Zumbi do Pacheco / TI Cavaleiro
- 220 - TI Jaboatão / TI Cavaleiro
- 244 - Alto do Vento / TI Cavaleiro
- 245 - Dois Carneiros / TI Cavaleiro
- 255 - Quitandinha / TI Cavaleiro
- 256 - Loteamento Nova Esperança / TI Cavaleiro